# Atombomba-dóm
A Hirosimai Atombomba-dóm (広島平和記念碑) világörökségi helyszín Japánban, általában Genbaku dómként (原爆ドーム) említik. Ez volt az egyetlen szerkezet, ami állva maradt a területen, ahol 1945. augusztus 6-án az első atombomba felrobbant. Sok ember erőfeszítéseinek, köztük Hirosima város lakóinak köszönhetően sikerült megőrizni a bombázás utáni állapotában. Nem csak a legpusztítóbb erő szimbóluma, melyet az emberiség készített, hanem a remény kifejezése a világbékére és a nukleáris fegyverek elpusztítására.

## A dóm története
Jan Letzel cseh építész által készített tervek alapján 1914-ben kezdődött meg az építkezés a Motojasu folyó keleti partján és a következő évben, 1915-ben el is készült. Az atombomba ledobásáig kiállítóteremként működött, ezzel próbálták elősegíteni a város ipari fejlődését. Az első atombomba pont felette robbant fel, ezért maradhatott meg az épület szerkezete. Mikor a város elkezdte a rekonstrukcióját, akkor vált ismertté Genbaku dóm néven.
A kiállítóterem egy háromemeletes téglaépület volt, a közepén a kupolával fedett 5 emeletes központi rész, amely 25 méter magas. A homlokzat kő és cement vakolatot kapott. A kupolába egy lépcsőn lehetett feljutni, amely a központi bejáratnál volt található.
A főépület 150 méterre volt a robbanástól amely szinte teljesen összetörte. A tető és a padló beomlott és a legtöbb belső fal is a második emelettől fölfelé. Mivel a robbanás majdnem teljesen felülről jött, ezért maradhatott a központi rész a kupolával állva. A szökőkút is megmaradt, amely a nyugati stílusú kert déli oldalán található. Az épület jelenlegi formája teljes egészében megőrizte a robbanás utáni állapotot. A hitelessége nem vitatható, csak minimális beavatkozásokat végeztek rajta, hogy a stabilitását megőrizzék.

## A Béke Emlékpark
A Béke Emlékparkot, ahol a dóm a központi látványosság, 1950 és 1964 között alakították ki. A Béke Emlékmúzeum a parkban 1955-ben nyílt meg. 1952-től a park a helyszíne az évenkénti megemlékezésnek augusztus 6-án. 1966-ban a Városi Tanács elfogadta a határozatot, hogy a dómot meg kell őrizni örökre.